# Summerfield (film)
Pour les articles homonymes, voir Summerfield.
Pour plus de détails, voir Fiche technique et Distribution.
Summerfield est un film australien réalisé par Ken Hannam, sorti en 1977.

## Fiche technique
- Musique : Bruce Smeaton
- Production : Patricia Lovell
- Langue : anglais
- Genre : Film dramatique, Thriller

## Distribution
- Nick Tate : Simon Robinson
- John Waters : David Abbott
- Elizabeth Alexander (en) : Jenny Abbott
- Michelle Jarman : Sally Abbott
- Charles Tingwell : Docteur Miller
- Geraldine Turner : Betty Tate